# Otricoli
Otricoli là một thị xã thuộc tỉnh Terni, Umbria, Italia. Thị xã này nằm bên Via Flaminia, gần bờ đông Tevere, 44 dặm Anh về phía bắc của Roma and 12 dặm Anh về phía nam của Narni.